# 西福尔-泰勒马克郡

西福尔-泰勒马克郡在挪威的位置

西福尔-泰勒马克（挪威語：Vestfold og Telemark）是挪威一个已废除的郡，成立于2020年1月1日。该郡的成立是挪威行政区划改革的结果。该郡是通过合并之前的泰勒马克郡和西福尔郡的大部分而成的。该郡的首府为希恩，也是郡内最大的城市。而郡长的办公室则设在滕斯贝格。
泰勒马克郡投票反对合并，认为该两个地区没有相同之处，并未形成一个在自然地理、文化、社会或政治上的实体。然而挪威议会在2018年1月7日投票通过强行合并的决议。合并在2020年1月1日生效。
然而合併後的郡政府，始終未能完全發揮應有的行政能力，議會中原兩郡的議員亦感到到在行政命令下的強行合併令他們也無化完全投入地在新郡議會的工作，以及與另一個郡的議員充份合作。結果，在2022年2月15日的郡議會會議中，議員以42:19議決通過恢復原有兩郡的安排，當中位於原西福爾郡的議員全投贊成票。換言之，當下一屆郡議員於2023年產生後，最快於2024年1月1日將重新復恢為原有兩郡安排。

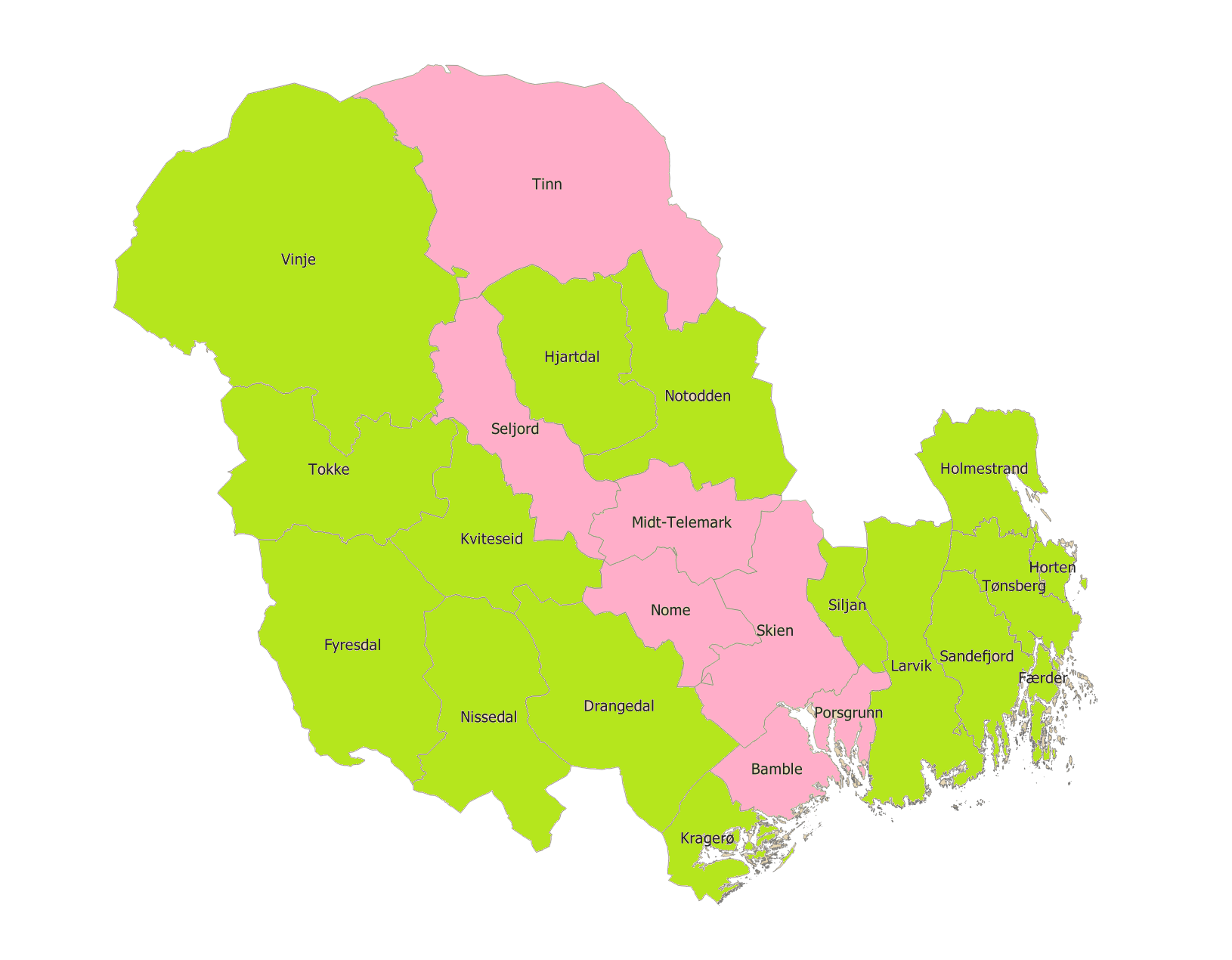
在2022年動議是否贊成西福爾及泰勒馬克分拆回原有兩郡的議題中的投票結果：綠色為贊成分拆；粉紅色為反對分拆。

## 市镇列表
西福尔-泰勒马克郡下属有23个市镇。
| 序号 | 市镇编号 | 市镇名称     | 成立日期     | 前市镇编号            | 原属郡份 |
| ---- | -------- | ------------ | ------------ | --------------------- | -------- |
| 1    | 3801     | 霍滕         | 2020年1月1日 | 0701 Horten           | 西福尔   |
| 2    | 3802     | 霍爾默斯特蘭 | 2020年1月1日 | 0715 Holmestrand      | 西福尔   |
| 3    | 3803     | 滕斯贝格     | 2020年1月1日 | 0704 Tønsberg 0716 Re | 西福尔   |
| 4    | 3804     | 桑讷菲尤尔   | 2020年1月1日 | 0710 Sandefjord       | 西福尔   |
| 5    | 3805     | 拉尔维克     | 2020年1月1日 | 0712 Larvik           | 西福尔   |
| 6    | 3806     | 波什格伦     | 2020年1月1日 | 0805 Porsgrunn        | 泰勒马克 |
| 7    | 3807     | 希恩         | 2020年1月1日 | 0806 Skien            | 泰勒马克 |
| 8    | 3808     | 諾托登       | 2020年1月1日 | 0807 Notodden         | 泰勒马克 |
| 9    | 3811     | 费德尔       | 2020年1月1日 | 0729 Færder           | 西福尔   |
| 10   | 3812     | 錫利揚       | 2020年1月1日 | 0811 Siljan           | 泰勒马克 |
| 11   | 3813     | 班布勒       | 2020年1月1日 | 0814 Bamble           | 泰勒马克 |
| 12   | 3814     | 克拉格勒     | 2020年1月1日 | 0815 Kragerø          | 泰勒马克 |
| 13   | 3815     | 德朗厄達爾   | 2020年1月1日 | 0817 Drangedal        | 泰勒马克 |
| 14   | 3816     | 諾默         | 2020年1月1日 | 0819 Nome             | 泰勒马克 |
| 15   | 3817     | 中泰勒马克   | 2020年1月1日 | 0821 Bø 0822 Sauherad | 泰勒马克 |
| 16   | 3818     | 蒂恩         | 2020年1月1日 | 0826 Tinn             | 泰勒马克 |
| 17   | 3819     | 亞爾特達爾   | 2020年1月1日 | 0827 Hjartdal         | 泰勒马克 |
| 18   | 3820     | 賽爾尤爾     | 2020年1月1日 | 0828 Seljord          | 泰勒马克 |
| 19   | 3821     | 克維特塞德   | 2020年1月1日 | 0829 Kviteseid        | 泰勒马克 |
| 20   | 3822     | 尼瑟達爾     | 2020年1月1日 | 0830 Nissedal         | 泰勒马克 |
| 21   | 3823     | 菲勒斯達爾   | 2020年1月1日 | 0831 Fyresdal         | 泰勒马克 |
| 22   | 3824     | 托克         | 2020年1月1日 | 0833 Tokke            | 泰勒马克 |
| 23   | 3825     | 維尼耶       | 2020年1月1日 | 0834 Vinje            | 泰勒马克 |